# Günter Borchert
Günter Borchert (* 1946 in Detmold) ist ein deutscher Rechtswissenschaftler.

## Leben
Günter Borchert studierte zunächst Mathematik an der TU Clausthal, was er als Diplom-Mathematiker abschloss. Nach dem Studium der Rechtswissenschaft an den Universitäten Würzburg und Regensburg wurde er wissenschaftlicher Mitarbeiter im Wissenschaftlichen Institut der Ortskrankenkassen, Bonn und Referent für gesundheitlichen Verbraucherschutz in der Arbeitsgemeinschaft der Verbraucherverbände, Bonn. Er absolvierte beide juristischen Staatsexamina und wurde 1978 in Regensburg mit einer Dissertation über die Anwendung mathematischer Methoden in der Rechtswissenschaft promoviert. Ab 1982 war er bis zu seiner Emeritierung Professor für Arbeits- und Sozialrecht an der Universität Wuppertal.
Seine Arbeitsschwerpunkte waren Recht des Gesundheitswesens, Verbraucherschutzrecht und Steuerungsprobleme der gesetzlichen Krankenversicherung.

## Schriften (Auswahl)
- Recht für Chemiker. Einführung in das Chemikalien- und Gefahrstoffrecht. Stuttgart 1994, ISBN 3-7776-0567-0.
- Verbraucherschutzrecht. München 2003, ISBN 3-406-50994-0.
- mit Thorsten Beyerlein: VIG, Verbraucherinformationsgesetz. Kommentar. München 2010, ISBN 978-3-406-58502-9.
- Arbeitsrecht. Berlin 2010, ISBN 978-3-503-12918-8.